# Solo (canção de Blanka)
"Solo" é uma canção da cantora e modelo polaca Blanka, lançada a 23 de setembro de 2022. Representou a Polónia no Festival Eurovisão da Canção de 2023, após vencer o Tu bije serce Europy! Tu bije serce Europy!, a seleção nacional polaca para o Festival Eurovisão da Canção desse ano. A música terminou em 19.º lugar com 93 pontos.

## Festival Eurovisão da Canção
A Polónia foi apurada para a segunda semifinal, que se realizou em 11 de maio de 2023, e actuou na segunda parte do espetáculo. A canção foi anunciada como uma das eliminatórias para passar à grande final, tendo sido sorteada para atuar em quarto lugar num grupo de 26 canções. Na final, a música ficou em 19.º lugar, somando 93 pontos: 81 pontos no televoto e 12 pontos nos jurados.